# Clivio Piccione
Clivio Piccione (Monte-Carlo, 1984. február 24. –) monacói autóversenyző.

## Pályafutása
1997-ben kezdett gokartozni, majd 2001-ben váltott a formulaautós versenyekre. 2001-ben a brit Formula–Ford sorozatban szerepelt, 2002-től 2004-ig pedig a brit Formula–3-as bajnokságban vett részt.
2005-ben az akkor létrehozott GP2-es szériában versenyzett. Clivio az év nagy részén a középmezőnyben végzett és összesen hét alkalommal nem ért célba. Az európai nagydíj sprintversenyén azonban első lett, és további három alkalommal volt pontszerző. Az összetett értékelést végül a tizenötödik helyen zárta. A 2006-os szezonban kétszer állt dobogón és további négyszer volt pontszerző. A futamok több mint felén nem ért célba, végül a pontverseny tizenkettedik helyén végzett.
2007-ben a World Series by Renault futamain vett részt.
Ő képviselte hazáját az A1 Grand Prix 2008–2009-es idényében. A monacói csapat színeiben egy dobogós helyezést szerzett és többször volt pontszerző. Végül a kilencedik pozícióban végzett, mindössze egy pont hátrányban Ausztrália és Új-Zéland alakulatától.
2010-ben és 2011-ben az FIA GT1 világbajnokságban szerepelt.

## Eredményei

### Teljes GP2-es eredménylistája
(Táblázat értelmezése)

(Félkövér: pole-pozícióból indult; dőlt: leggyorsabb kört futott) 

| Év   | Csapat      | 1          | 2          | 3          | 4          | 5          | 6          | 7          | 8          | 9           | 10        | 11         | 12         | 13         | 14         | 15         | 16         | 17         | 18         | 19         | 20         | 21         | 22         | 23        | Helyezés | Pont |
| ---- | ----------- | ---------- | ---------- | ---------- | ---------- | ---------- | ---------- | ---------- | ---------- | ----------- | --------- | ---------- | ---------- | ---------- | ---------- | ---------- | ---------- | ---------- | ---------- | ---------- | ---------- | ---------- | ---------- | --------- | -------- | ---- |
| 2005 | Durango     | SMR FEA 15 | SMR SPR Ki | ESP FEA Ki | ESP SPR 8  | MON FEA Ki | EUR FEA 7  | EUR SPR 1  | FRA FEA 8  | FRA SPR Kiz | GBR FEA 6 | GBR SPR Ki | GER FEA Ki | GER SPR 17 | HUN FEA Ki | HUN SPR 16 | TUR FEA Ki | TUR SPR 11 | ITA FEA 11 | ITA SPR 14 | BEL FEA 12 | BEL SPR 19 | BHR FEA 13 | BHR SPR 7 | 15.      | 14   |
| 2006 | DPR Direxiv | VAL FEA Ki | VAL SPR Ki | SMR FEA Ki | SMR SPR 16 | EUR FEA 11 | EUR SPR Ki | ESP FEA 16 | ESP SPR Ki | MON FEA 4   | GBR FEA 7 | GBR SPR 3  | FRA FEA 13 | FRA SPR Ki | GER FEA 8  | GER SPR Ki | HUN FEA Ki | HUN SPR Ki | TUR FEA Ki | TUR SPR Ki | ITA FEA 7  | ITA SPR 3  |            |           | 12.      | 18   |

### Teljes Formula Renault 3.5 eredménysorozata
| Év   | Csapat        | 1        | 2        | 3        | 4        | 5        | 6        | 7       | 8         | 9        | 10       | 11       | 12      | 13      | 14       | 15    | 16       | 17       | Helyezés | Pont |
| ---- | ------------- | -------- | -------- | -------- | -------- | -------- | -------- | ------- | --------- | -------- | -------- | -------- | ------- | ------- | -------- | ----- | -------- | -------- | -------- | ---- |
| 2007 | RC Motorsport | MNZ 1 Ki | MNZ 2 Ki | NÜR 1 Ki | NÜR 2 23 | MON 1 Ki | HUN 1 11 | HUN 2 5 | SPA 1 19† | SPA 2 15 | DON 1 Ki | DON 2 Ki | MAG 1 3 | MAG 2 7 | EST 1 10 | EST 2 | CAT 1 17 | CAT 2 22 | 15.      | 42   |

† A versenyző nem fejezte be a futamot, de eredményét értékelték, mivel teljesítette a versenytáv 90%-át.

### Teljes A1 Grand Prix eredménysorozata
| Év      | Csapat         | 1          | 2         | 3         | 4         | 5          | 6          | 7          | 8          | 9         | 10        | 11        | 12         | 13         | 14        | Helyezés | Pont |
| ------- | -------------- | ---------- | --------- | --------- | --------- | ---------- | ---------- | ---------- | ---------- | --------- | --------- | --------- | ---------- | ---------- | --------- | -------- | ---- |
| 2008–09 | A1 Team Monaco | NED SPR Ki | NED FEA 6 | CHN SP] 9 | CHN FEA 7 | MYS SPR 12 | MYS FEA Ki | NZL SPR 16 | NZL FEA Ki | RSA SPR 5 | RSA FEA 3 | POR SPR 5 | POR FEA Ki | GBR SPR Ki | GBR SPR 4 | 9.       | 35   |

### Teljes GT1-világbajnokság eredménysorozata
| Év   | Csapat    | Autó         | 1        | 2         | 3        | 4         | 5         | 6         | 7         | 8         | 9         | 10        | 11        | 12       | 13        | 14        | 15         | 16        | 17       | 18        | 19       | 20       | Helyezés | Pont |
| ---- | --------- | ------------ | -------- | --------- | -------- | --------- | --------- | --------- | --------- | --------- | --------- | --------- | --------- | -------- | --------- | --------- | ---------- | --------- | -------- | --------- | -------- | -------- | -------- | ---- |
| 2010 | Hexis AMR | Aston Martin | ABU QR 8 | ABU CR 17 | SIL QR 2 | SIL CR 13 | BRN QR 9  | BRN CR 4  | PRI QR 17 | PRI CR 13 | SPA QR 13 | SPA CR 10 | NÜR QR 5  | NÜR CR 4 | ALG QR 16 | ALG CR 13 | NAV QR Kiz | NAV CR Ki | INT QR 3 | INT CR 4  | SAN QR 4 | SAN CR 3 | 12.      | 62   |
| 2011 | Hexis AMR | Aston Martin | ABU QR 5 | ABU CR 1  | ZOL QR 6 | ZOL CR 6  | ALG QR 13 | ALG CR Ki | SAC QR 2  | SAC CR 11 | SIL QR 5  | SIL CR 4  | NAV QR 10 | NAV CR 8 | PRI QR Ki | PRI CR 11 | ORD QR 4   | ORD CR 3  | BEI QR 5 | BEI CR Ki | SAN QR 8 | SAN CR 3 | 7.       | 95   |

## Külső hivatkozások
- Hivatalos honlapja
- Profilja a driverdatabase.com honlapon
- Profilja a speedsport-magazine.com honlapon